# Бурановська волость
Бура́новська во́лость — адміністративно-територіальна одиниця в складі Іжевського повіту Удмуртської АО.
До 1921 року волость була в складі Сарапульського повіту В'ятської губернії і об'єднувала 34 села (1917). Потім передана до складу новоствореного Іжевського повіту. В 1924 році у зв'язку з укрупненням волостей до Бурановської була приєднана Малопургинська волость. 15 липня 1929 року волость була ліквідована, територія увійшла до складу Малопургинського району.

## Склад
Волость складалась з 4 сільських рад, які об'єднували 37 сіл:
- Бурановська
- Козьмодем'янська — утворена 1924 року, центр село Козьмодем'янське, складалась з 12 сіл

Вараксино, Велика Док'я, Великий Кетул, Вотські Бісарки, Дев'ятово, Жеребьонки, Коньки, Мала Док'я, Ожмес-Пурга, Сапарово, Сіманки
- Микольська

| Історія Удмуртії | Це незавершена стаття з удмуртської історії. Ви можете допомогти проєкту, виправивши або дописавши її. |